# Mary Wickes
Mary Wickes (* 13. Juni 1910 in St. Louis, Missouri; † 22. Oktober 1995 in Los Angeles, Kalifornien; eigentlich Mary Isabelle Wickenhauser) war eine US-amerikanische Schauspielerin.

## Leben
Die Urgroßeltern von Mary waren gebürtige Deutsche, die in die USA ausgewandert sind. Die Eltern von Mary – Frank A. Wickenhauser (1880–1943) und Mary Isabella Shannon Wickenhauser (1887–1965) wurden in St. Louis City geboren.
Aufgewachsen im US-Bundesstaat Missouri, besuchte Mary Wickes nach dem Schulabschluss zunächst die Washington University in St. Louis. Daneben spielte sie als Schauspielerin für Theater- und Radio-Produktionen. Dabei arbeitete sie auch für Orson Welles’ Mercury Theatre of the Air. Von Welles erhielt sie 1938 auch ihre erste Filmrolle in dem Kurzfilm Too Much Johnson mit Joseph Cotten.
1934 gab Mary Wickes in der Komödie The Farmer takes a Wife ihr Debüt am Broadway. Dort spielte sie im Laufe ihrer Schauspielkarriere in 27 verschiedenen Produktionen, darunter als Miss Preen in der Komödie The Man who came to Dinner von Moss Hart und George S. Kaufman. In dieser Rolle war sie so erfolgreich, dass sie 1941 auch für die gleichnamige Filmversion mit Bette Davis und Monty Woolley engagiert wurde. 1972 spielte sie in einem Fernseh-Remake neben Orson Welles ein letztes Mal die grantige Krankenschwester.
In ihrer knapp 60 Jahre umspannenden Filmkarriere spielte Mary Wickes kleine, aber markante Rollen in weit über 50 Filmen. Oft verkörperte sie dabei gutmütige, mütterliche und beherzte Krankenschwestern, Nonnen und Lehrerinnen mit rauer Schale und einem Hauch Sarkasmus.
Wickes spielte neben Bette Davis im Drama Reise aus der Vergangenheit eine Krankenschwester, neben Frank Sinatra im Musical Higher and Higher, neben Bing Crosby im Weihnachtsmusical Weiße Weihnachten, neben dem Komiker-Duo Bud Abbott und Lou Costello in Who done it? und Tolle Jungs im Einsatz (dem letzten Film des Duos), neben Doris Day und Jack Lemmon in der Komödie Mit mir nicht, meine Herren, neben Glenn Ford im Western Cimarron, neben Roger Moore und Angie Dickinson in Jenseits des Ruwenzori sowie neben Meryl Streep und Shirley MacLaine in der bissigen Satire Grüße aus Hollywood (nach dem Roman von Carrie Fisher). Eine bekannte Altersrolle hatte sie als robuste Nonne neben Whoopi Goldberg in den Komödien Sister Act – Eine himmlische Karriere und Sister Act 2 – In göttlicher Mission. Ihren letzten Filmauftritt hatte sie 1994 neben Winona Ryder in der Neuverfilmung von George Cukors Betty und ihre Schwestern.
Daneben spielte Mary Wickes seit den 1950er-Jahren zahlreiche Gastrollen in Fernsehserien wie M*A*S*H, Bonanza, Columbo und Mord ist ihr Hobby. Sie wirkte an der Seite ihrer langjährigen Freundin und Nachbarin Lucille Ball an mehreren von deren Fernsehproduktionen mit, angefangen 1953 mit einem Gastauftritt in I Love Lucy, zudem hatte sie in mehreren, im deutschen Sprachraum allerdings weniger bekannten Serien feste Rollen.  Von 1963 bis 1964 war sie neben Jeffrey Hunter in der Westernserie Temple Houston zu sehen. Zwischen 1987 und 1991 spielte Mary Wickes in gewohnt schnippisch-liebenswürdiger Manier die Haushälterin Marie Gillespie in der auf den Krimis von Ralph McInerny beruhenden Serie Ein gesegnetes Team über einen katholischen Pfarrer und Hobby-Kriminalisten.
Ihre letzte Tätigkeit beim Film war als Sprecherin einer Disney-Figur: In Der Glöckner von Notre Dame lieh sie dem Wasserspeier Laverne ihre rauchige Stimme. Den Kinostart des Films erlebte sie allerdings nicht mehr. Am 22. Oktober 1995 starb Mary Wickes in Los Angeles an einer Krebserkrankung.

## Filmografie (Auswahl)
- 1938: Too Much Johnson
- 1942: Der Mann, der zum Essen kam (The Man Who Came to Dinner)
- 1942: Blondie’s Blessed Event
- 1942: The Mayor of 44th Street
- 1942: Reise aus der Vergangenheit (Now, Voyager)
- 1942: Who Done It?
- 1943: Higher and Higher
- 1948: Die Braut des Monats (June Bride)
- 1950: Das skandalöse Mädchen (The Petty Girl)
- 1951: In all meinen Träumen bist Du (I’ll See You in My Dreams)
- 1951: Romanze mit Hindernissen (On Moonlight Bay)
- 1953: I Love Lucy (Fernsehserie, 1 Folge)
- 1953: Heiratet Marjorie? (By the Light of the Silvery Moon)
- 1953: Theaterfieber (The Actress)
- 1954: Weiße Weihnachten (White Christmas)
- 1955: Guten Morgen, Miss Fink (Good Morning, Miss Dove)
- 1956: Tolle Jungs im Einsatz (Dance with Me, Henry)
- 1958: Der stolze Rebell (The Proud Rebel)
- 1959: Mit mir nicht, meine Herren (It Happened to Jane)
- 1960: Cimarron
- 1961: Jenseits des Ruwenzori (The Sins of Rachel Cade)
- 1961: 101 Dalmatiner (One Hundred And One Dalmatians, Stimme)
- 1962: Music Man (The Music Man)
- 1963–1964: Temple Houston (Fernsehserie, 5 Folgen)
- 1964: Die Frau seines Herzens (Dear Heart)
- 1965: Wie bringt man seine Frau um? (How to Murder Your Wife)
- 1966: The Trouble with Angels
- 1971: Columbo: Mord in Pastell (Suitable for Framing, Fernsehreihe)
- 1972: Flucht in die Wildnis (Napoleon and Samantha)
- 1975: M*A*S*H (Fernsehserie, Folge Hausarrest)
- 1985: Mord ist ihr Hobby (Murder, She Wrote, Fernsehserie, 1 Folge)
- 1987: Fatal Confession: A Father Dowling Mystery (Fernsehfilm)
- 1987–1991: Ein gesegnetes Team (Father Dowling Mysteries; Fernsehserie, 42 Folgen)
- 1990: Grüße aus Hollywood (Postcards from the Edge)
- 1992: Sister Act – Eine himmlische Karriere (Sister Act)
- 1993: Sister Act 2 – In göttlicher Mission (Sister Act 2: Back in the Habit)
- 1994: Betty und ihre Schwestern (Little Women)